# Sinezona bandeli
Sinezona bandeli is een slakkensoort uit de familie van de Scissurellidae. De wetenschappelijke naam van de soort is voor het eerst geldig gepubliceerd in 2002 door Marshall.